# Scouting in Nederland
Scouting is een van de grootste jeugdbewegingen in Nederland. De eerste Nederlandse scoutinggroepen ontstonden in 1910, drie jaar nadat de scoutingbeweging als geheel in Engeland werd opgericht door Robert Baden-Powell. Vrijwel alle scoutinggroepen in Nederland zijn aangesloten bij de landelijke vereniging Scouting Nederland, die op 6 september 1973 ontstond uit een fusie van de vier toenmalige nationale verenigingen.

## Geschiedenis

### Het ontstaan van de scoutingbeweging

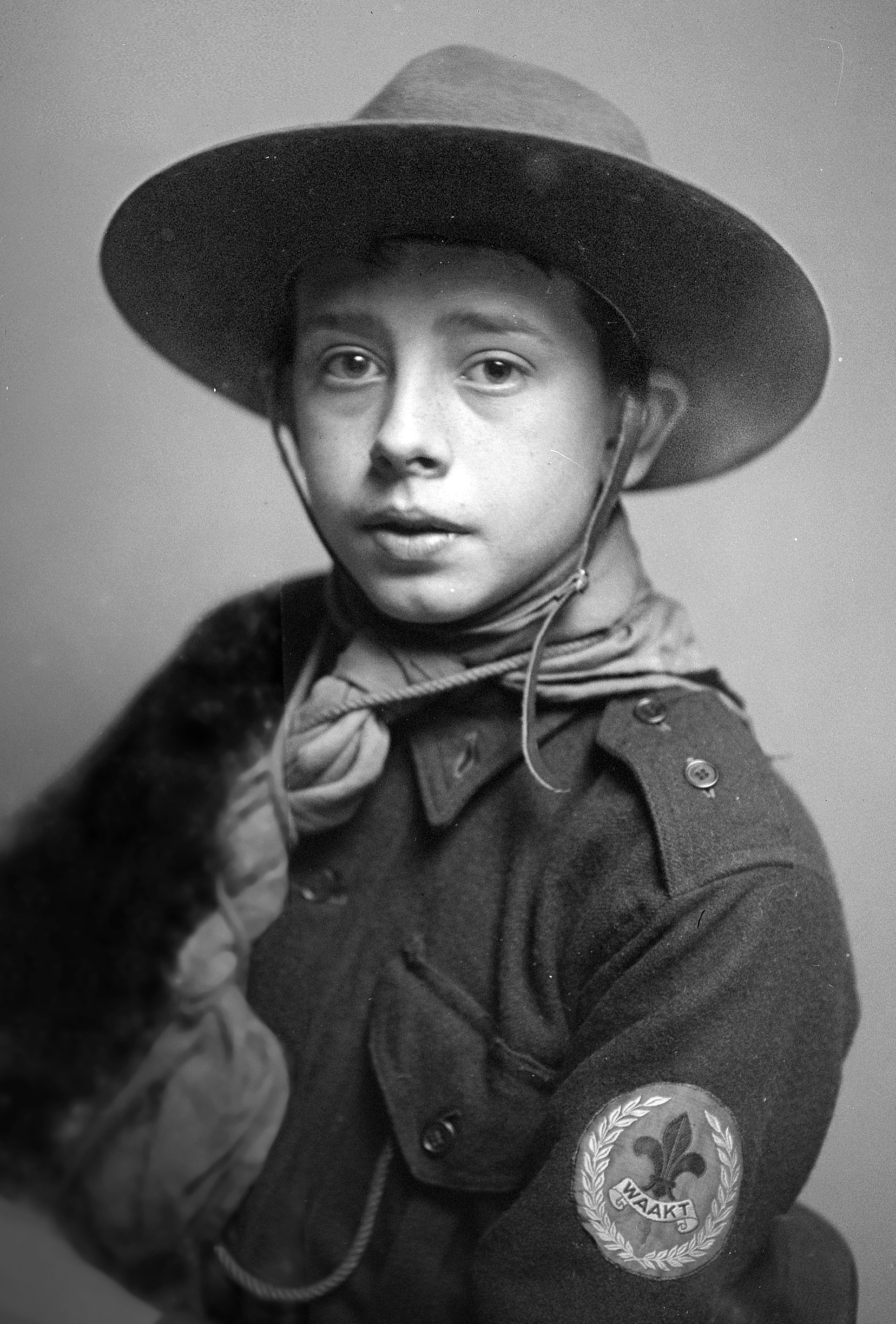
Een Padvinder in het uniform van de "Nederlandsche Padvinders", ongeveer 1920

In 1907 startte de Britse luitenant-generaal Robert Baden-Powell een nieuwe jeugdbeweging in het Verenigd Koninkrijk. Tijdens de Boerenoorlogen had hij een korps van Afrikaander jongens in zijn gelederen die als verkenners actief waren. Hij was onder de indruk van de vindingrijkheid en zelfredzaamheid van de jongens, en realiseerde zich dat de jongens in zijn thuisland daar schril bij afstaken. Binnen de nieuw gestarte jeugdbeweging trokken de jongens in groepen de natuur in, en leerden ze spelenderwijs verschillende vaardigheden van het buitenleven, zoals vuur maken, bruggen bouwen, koken, hout hakken, seinen en EHBO. De beweging werd gezien als een vorm van aanvullend onderwijs, om de Britse jongens de zelfstandigheid, zelfredzaamheid en hulpvaardigheid van de Afrikaanders mee te geven, en ze op te voeden tot sterke en energieke jongemannen. Daarnaast moest het stimuleren dat jongens van verschillende sociale klassen en zelfs rassen met elkaar leerden op te groeien. Het scoutingspel sloeg aan bij de Britse jeugd, en binnen drie jaar stonden er op het hoofdkantoor van de beweging al zo'n 300.000 leden ingeschreven, en raakte men op het continent ook geïnteresseerd in het scoutingspel.

### De eerste groepen
Het scoutinghandboek van Baden-Powell, Scouting for Boys, werd in juli 1910 vertaald en bewerkt naar Op, Hollandsche jongens, naar buiten! door luitenant der cavalerie W.J. van Hoytema, en in augustus 1910 bracht een troep Engelse boy scouts een bezoek aan Rotterdam, Den Haag en Amsterdam. Datzelfde jaar nog werden in Nederland naar Brits voorbeeld de eerste groepen opgericht. Dr. G.W. van Lingbeek en journalist Gos de Voogt pleitten voor de oprichting van een Nederlandse padvindersorganisatie. Ze stelden eind 1910 een brochure op met informatie over de scoutingbeweging. In de Eerste Kamer der Staten-Generaal werd op 29 december steun gevraagd voor de Padvindersvereeniging. In januari 1911 werden de eerste nationale scoutingorganisaties opgericht, De Jonge Verkenners op 7 januari 1911, op initiatief van de Nederlandsche Bond voor Lichamelijke Opvoeding, en de Nederlandsche Padvinders Organisatie (NPO) enkele dagen eerder.
Bij de oorspronkelijke scoutingbeweging in Engeland sloten zich aanvankelijk ook meisjes aan. Maar omdat men de activiteiten blijkbaar toch wat ruw vond, en daarmee ongeschikt voor meisjes, besloot Agnes Baden-Powell (de zus van) al gauw tot het oprichten van de Girl Guides, met min of meer dezelfde opvoedkundige doelstellingen als die van de Boy Scouts, maar met activiteiten die men voor meisjes meer gepast vond. In januari 1911 lanceerde mevrouw A. Muller-van Geuns in Leiden de eerste Meisjes-Gezellen-Vereeniging. Binnen enkele weken had ze reeds een groep van 60 meisjes geformeerd, en publiceerde ze het boek de Meisjes-Gezellenvereniging, een uit het Engels vertaald boekje waarin de geschiedenis en doelstellingen van de Girl Guides nader werd toegelicht. Daarnaast werden ook binnen de Nederlandsche Padvinders Organisatie meisjesafdelingen opgericht, onder de naam Padvindsters.

### Groei van de scoutingbeweging

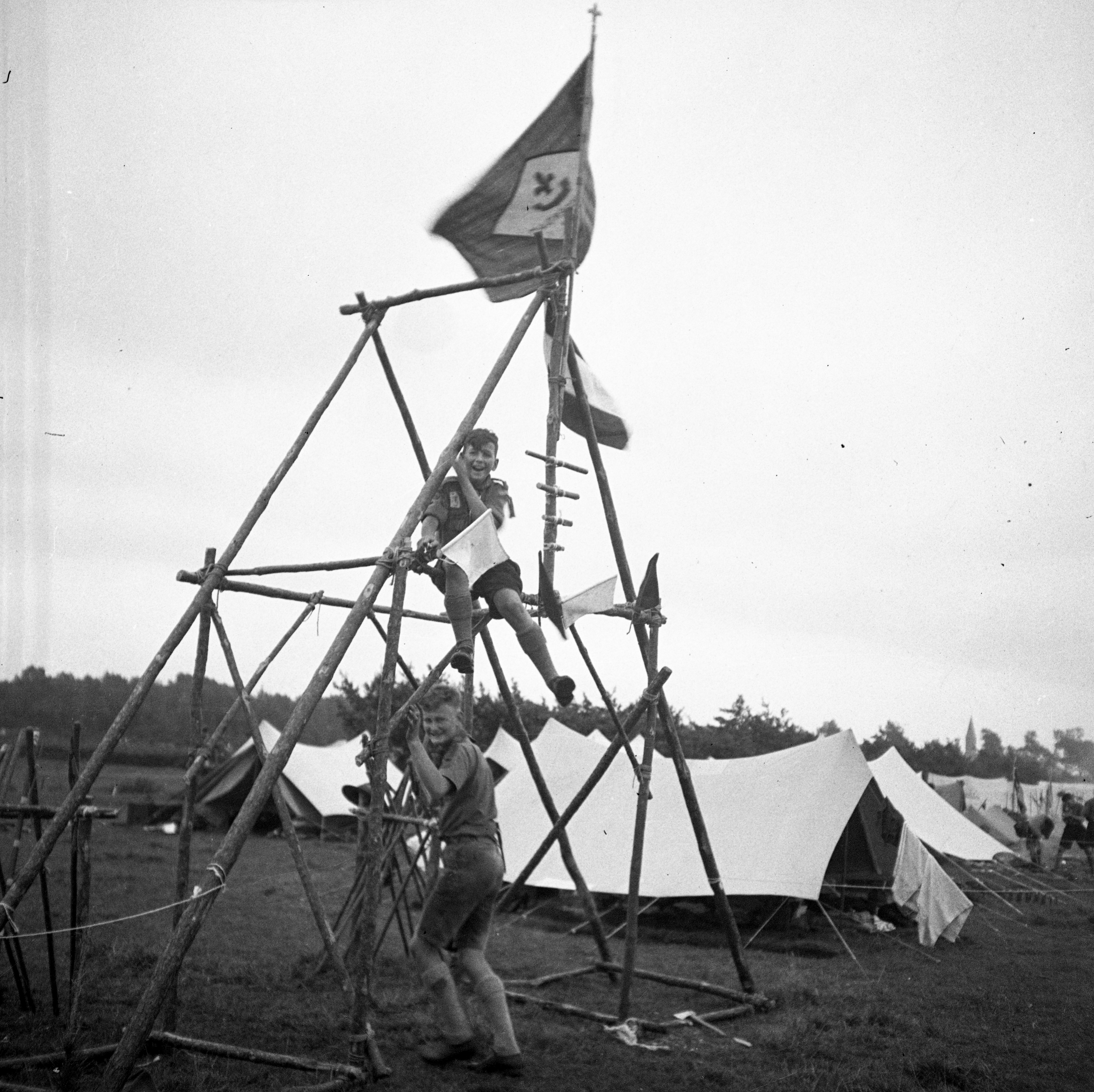
Padvinders op een gepionierde toren tijdens de Wereldjamboree in Vogelenzang (1937)

Nederlandse scouts waren betrokken bij de oprichting van de World Organization of the Scout Movement in 1920 en bij de oprichting van de World Association of Girl Guides and Girl Scouts in 1928.
De NPO organisatie fuseerde op 11 december 1915 met de Nederlandsche Padvinders Bond (NPB) en ging verder onder de naam De Nederlands(ch)e Padvinders (NPV). In 1933 splitsten enkele scoutinggroepen zich af van de NPV om de Padvinders Vereeniging Nederland (PVN) te vormen, wegens een meningsverschil over de belofte. De moeilijkheid was dat jongens die geen god erkenden, toch moesten beloven "Hun Plicht te doen tegenover God en hun Land". Veel groepen die dit tot schijnheiligheid vonden leiden hebben zich toen afgescheiden. De verschillen waren bijna opgelost, mede door de World Scout Jamboree van 1937 in Nederland, toen de Tweede Wereldoorlog uitbrak. Op 12 januari 1940 hadden de NPV en de PVN tot een fusie besloten. Na de Tweede Wereldoorlog is de PVN niet heropgericht. De rooms-katholieke verkenners hadden vanaf 1930 een eigen organisatie binnen de NPV, maar vlak na de World Scout Jamboree besluit de Nederlandse rooms-katholieke kerkleiding dat de katholieke jeugd niet onder leiding kan staan van een vereniging waarvan het bestuur niet geheel uit katholieken bestaat. Hierdoor splitsten de rooms-katholieke verkenners zich helemaal van de NPV af en richtten in 1938 de Katholieke Verkenners (KV) op.
Hoewel meisjes wel lid waren van de eerdere NPO, was de NPV alleen toegankelijk voor jongens. Daarom werd op 16 januari 1916 het Nederlandsche Meisjes Gilde (NMG) opgericht, dat later zijn naam veranderde in Nederlandse Padvindsters Gilde (NPG). In 1945 werd hierbij ook de katholieke Nederlandse Gidsen Beweging (NGB) opgericht, die later verderging onder de naam Nederlandse Gidsen (NG).

### Scouting in oorlogstijd
In de Tweede Wereldoorlog werden alle scoutingactiviteiten verboden in Nederland per 2 april 1941, maar veel groepen gingen heimelijk met hun activiteiten door. Na het einde van de oorlog werd scouting weer heel populair. Veel lokale scoutinggroepen in Nederland zijn opgericht tussen 1944 en 1946.

### Fusie tot Scouting Nederland
De vier verschillende organisaties (NPV, KV, NPG en NG) bestonden alle tot 6 januari 1973, toen ze opgingen in Scouting Nederland.
In Nederland werd scouting vóór 1973 in algemene en protestantse kringen 'padvinderij' en in katholieke kringen 'verkennerij' genoemd. Vanaf de fusie in 1973 sprak men voortaan van scouting.

### Scouting in de 21ste eeuw
In Nederland zijn er voornamelijk gemengde verenigingen en Scouting Nederland heeft alleen nog maar gemengde programma's. Er zijn verenigingen die het programma apart aanbieden voor jongens en meisjes. Kinderen vanaf 5 jaar kunnen lid worden bij lokale scoutinggroepen. De jeugdleden (5 - 18 jaar) worden begeleid door vrijwilligers. Door Scouting Nederland worden trainingen aangeboden die ervoor zorgen dat deze vrijwilligers bekwaam zijn in het omgaan met kinderen van verschillende leeftijden.

## Koepelorganisaties

### Scouting Nederland
Door de jaren heen kende de Nederlandse scoutingbeweging lange tijd meerdere grote nationale koepelorganisaties. Op 1 januari 1973 waren dit nog De Nederlandse Padvinders, De Katholieke Verkenners, Het Nederlandse Padvindstersgilde en De Nederlandse Gidsen. Op 6 januari 1973 fuseerden deze vier nationale organisaties tot de vereniging Scouting Nederland. Vrijwel alle scoutinggroepen in Nederland zijn bij deze koepelvereniging aangesloten. Scouting Nederland heeft zo'n 110.000 jeugdleden, 30.000 kaderleden en 5000 plusscouts, verdeeld over meer dan 1.100 Scoutinggroepen, en is daarmee de grootste jeugd- en jongerenorganisatie van Nederland. Scouting Nederland is aangesloten bij de internationale verenigingen World Organization of the Scout Movement (WOSM) en de World Association of Girl Guides and Girl Scouts (WAGGGS). De vereniging heeft haar Landelijk servicecentrum in Zeewolde. De activiteiten zijn verdeeld over landscouting, waterscouting, luchtscouting en ruiterscouts. Er is een speciale tak voor scouts met een (verstandelijke) beperking.

### Andere koepelorganisaties in Nederland
In 1969 werd de Federatie Scouting Europa Nederland opgericht, die zich in 1978 aansloot bij de internationale vereniging Confédération Européenne de Scoutisme (CES). Deze pluriforme organisatie telde op zijn hoogtepunt tien aangesloten groepen, maar bestond na 2010 nog slechts uit een jongerentak voor 18+'ers. In 2014 werden de Europascouts en Gidsen Nederland opgericht, de Nederlandse tak van de internationale vereniging Union internationale des guides et scouts d'Europe. Deze op Rooms-katholieke leest geschoeide organisatie telt drie groepen, twee in Den Haag en een in Tilburg. Deze beide landelijke en internationale organisaties zijn Europees georiënteerd en delen deels een gezamenlijke geschiedenis. Verder zijn er groepen die zich weliswaar door Robert Baden-Powell hebben laten inspireren, maar niet bij een koepelorganisatie zijn aangesloten. Dit geldt bijvoorbeeld voor Bospatrouille 74 in het Gelderse Dieren. Ten slotte zijn er organisaties die een spel spelen dat veel overeenkomsten heeft met scouting, maar niet dezelfde basisprincipes hanteren, zoals Jong Nederland en Royal Rangers.

### Caribisch deel van het Koninkrijk der Nederlanden
De scoutinggroepen in het Caribisch deel van het Koninkrijk der Nederlanden zijn niet bij Scouting Nederland aangesloten. Op Aruba zijn Het Arubaanse Padvindsters Gilde, Scouting Aruba, Vereniging voor Oudpadvindsters "Copernicia", lid van de International Scout and Guide Fellowship en Seal Scouting Aruba, verwacht lid van de World Federation of Independent Scouts. actief. Op Curaçao zijn actief Asosiashon di Guia PNA (Padvindstersvereniging van de Nederlandse Antillen), Scouting Antiano, Vereniging voor Oudpadvindsters "Copernicia", lid van de International Scout and Guide Fellowship, Onafhankelijke Scout van Curaçao lid van de World Federation of Independent Scouts, Antilliaans Jongens & Meisjes Gilde, Curaçao, Jeugd Luchtvaart Brigade, Curaçao, Jonge Wacht Curaçao en Actieve Jongens en Meisjes Gilde. Op Bonaire zijn een Scoutinggroep aangesloten bij Scouting Antiano en een Gidsengroep bij de Asosiashon di Guia PNA, op de beide andere eilanden zijn geen Scoutinggroepen aangesloten bij de WOSM en/of WAGGGS. Op Saba zijn de Sea Scouts Saba en op Sint Eustatius de Boys Brigade St. Eustatius, de Garfield Pathfinders Club, St. Eustatius en de Girls Brigade St. Eustatius actief.